# توة (مازو)
توة (بالفارسية: توه) هي قرية تقع في قسم مازو الريفي، بمقاطعة أنديمشك التابعة لمحافظة خوزستان، إيران. يقدر عدد سكانها بـ 26 نسمة حسب الإحصاء السكاني الذي تمّ في عام 2006.